# Dibamus celebensis
Dibamus celebensis är en ödleart som beskrevs av  Hermann Schlegel 1858. Dibamus celebensis ingår i släktet Dibamus och familjen blindödlor. Inga underarter finns listade i Catalogue of Life.
Arten förekommer på Sulawesi i låglandet och i bergstrakter.